# Гундіхаузен
Гундіхаузен (нім. Gundihausen) — частина громади Фільсгайм (Gemeindeteile) в Німеччині, в землі Баварія.
Парафіяльне селище (Pfarrdorf) Гундіхаузен розташоване в адміністративному округу Нижня Баварія в районе Ландсгут на державному шляху 2054 (der Staatsstraße 2054) приблизно в двох кілометрах на схід від Фільсгайму. Населення складає 95 осіб (на 1987 рік)..

## Істория
Гундіхаузен вважається одним із найстаріших баварських міст. Своєю назвою він завдячує засновнику Хофмарка «Гундвіхе» (Gundwihe), який також вважається будівельником першої церкви, яка, за непідтвердженими даними, була відкрита у 742 році. Першу документальну згадку можна знайти лише у 1050 році у традиційному кодексі колегіального монастиря св. Кастул а у Моосбурзі як пожертвування. Назва в його первісному значенні «Gundiwighusin» (поряд з будинками Gundwihe) мала з часом зазнати деяких змін через діалект: Gumweghusen (1315), Gundlhausen, Gumihausen, Gundehausen.
Гундіхаузен підпорядковувався муніципалітету Райхерсдорфа. З першим муніципальним указом 1808 р. включений до податкового округу Райхерсдорф і з другим муніципальним указом 1818 р. муніципалітет Райхерсдорф включений в район Ландсгут . У 1900 році назва громади була змінена на «Gemeinde Gundihausen». Раніше незалежні муніципалітети Фільсгайм, Гундіхаузен та Мюнхсдорф були об'єднані у нинішній муніципалітет Фільсгайм під час муніципальної реформи у 1978 році.

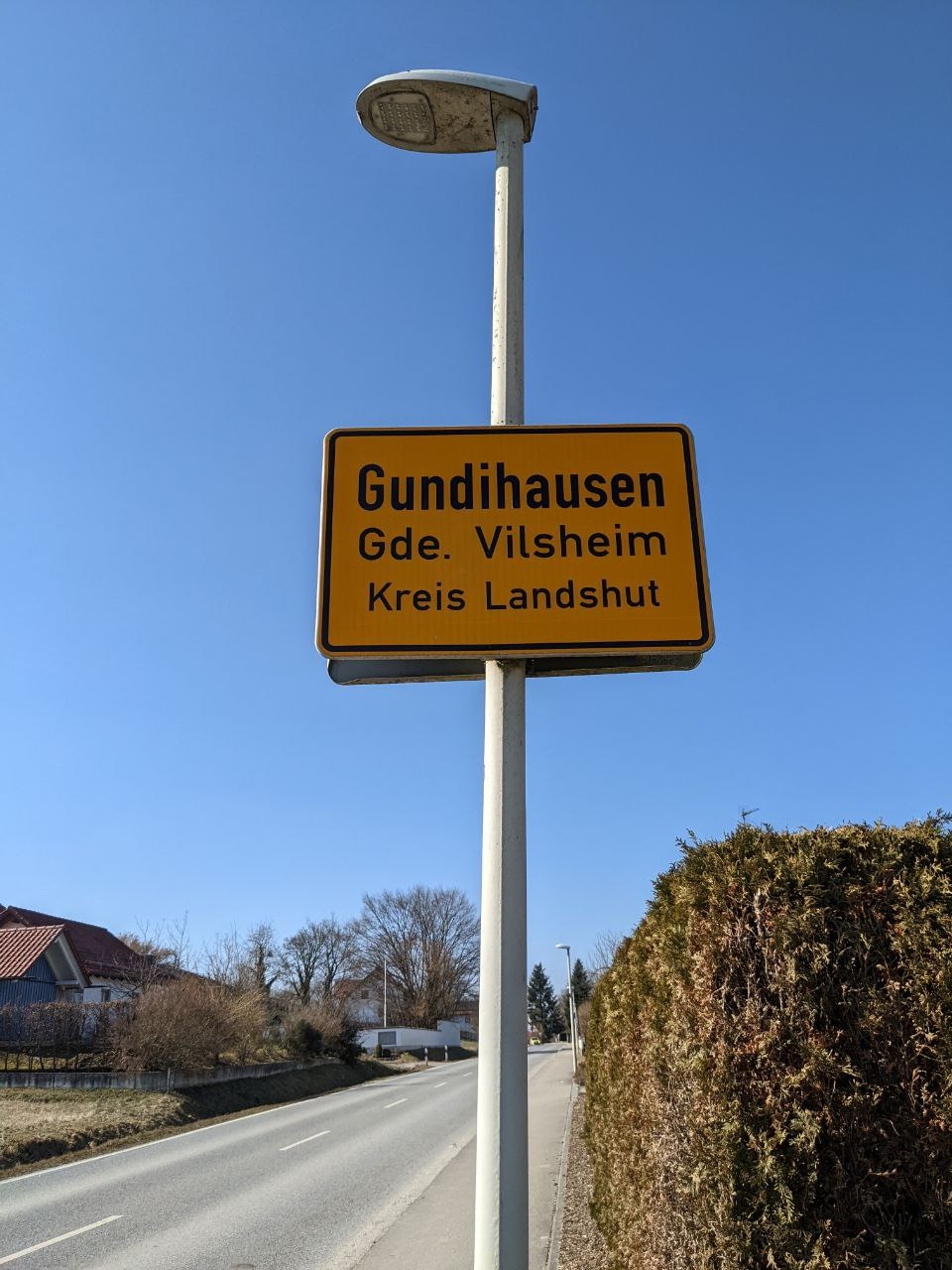

## Пам'ятки
Католицька парафіяльна церква Діви Марії (Mariä Namen) - Тринефна церква в стилі пізньої готики, створена за зразком Церкви Святого Йодока у Ландсгуті, датується другою половиною 15 століття. У величному головному вівтарі в стилі бароко кінця 17 століття знаходиться готична різьблена постать Марії близько 1500 року. Образ чудотворної Богородиці зробив Гундіхаузен одним із найвідоміших місць паломництва в Нижній Баварії.

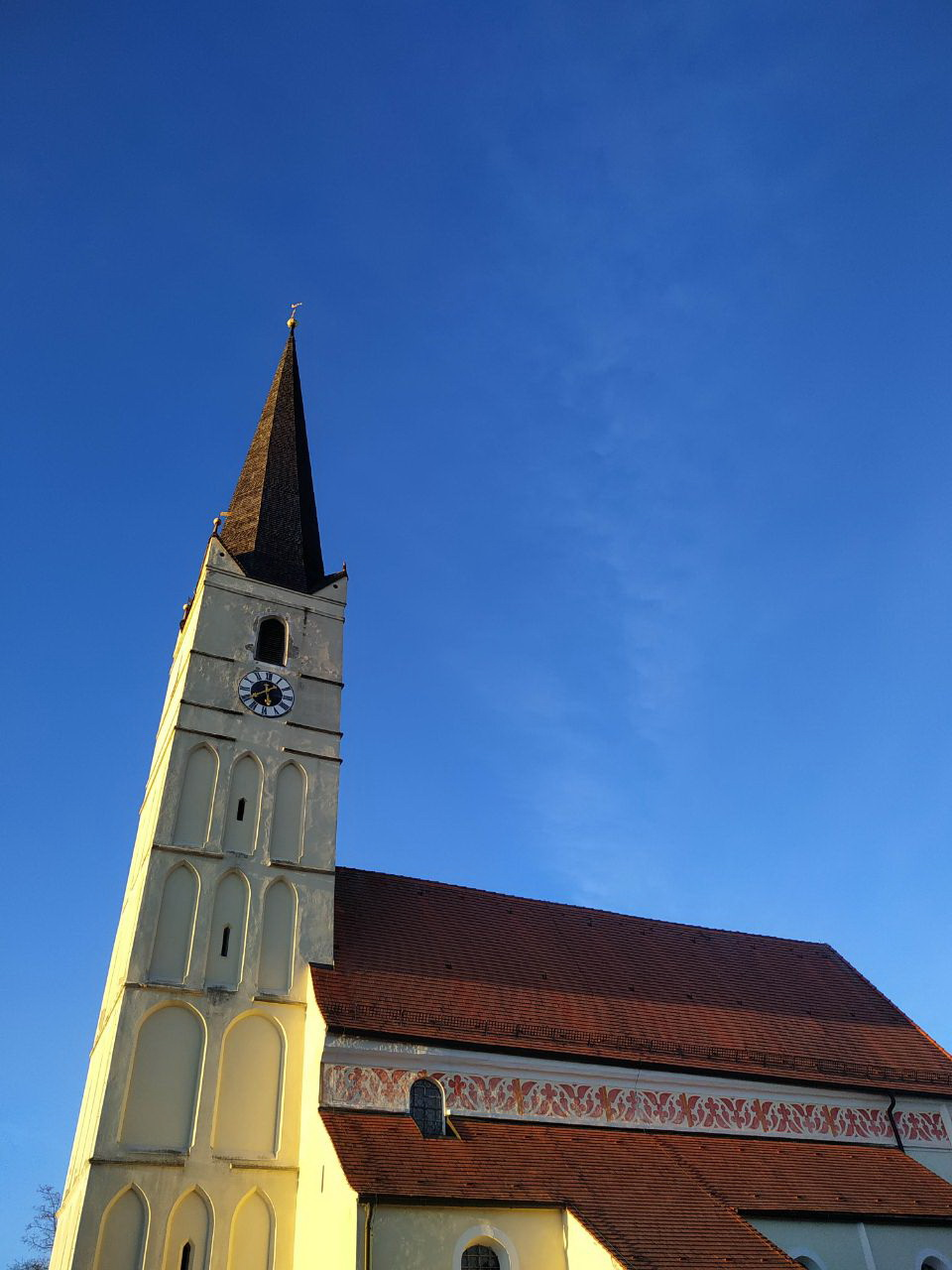
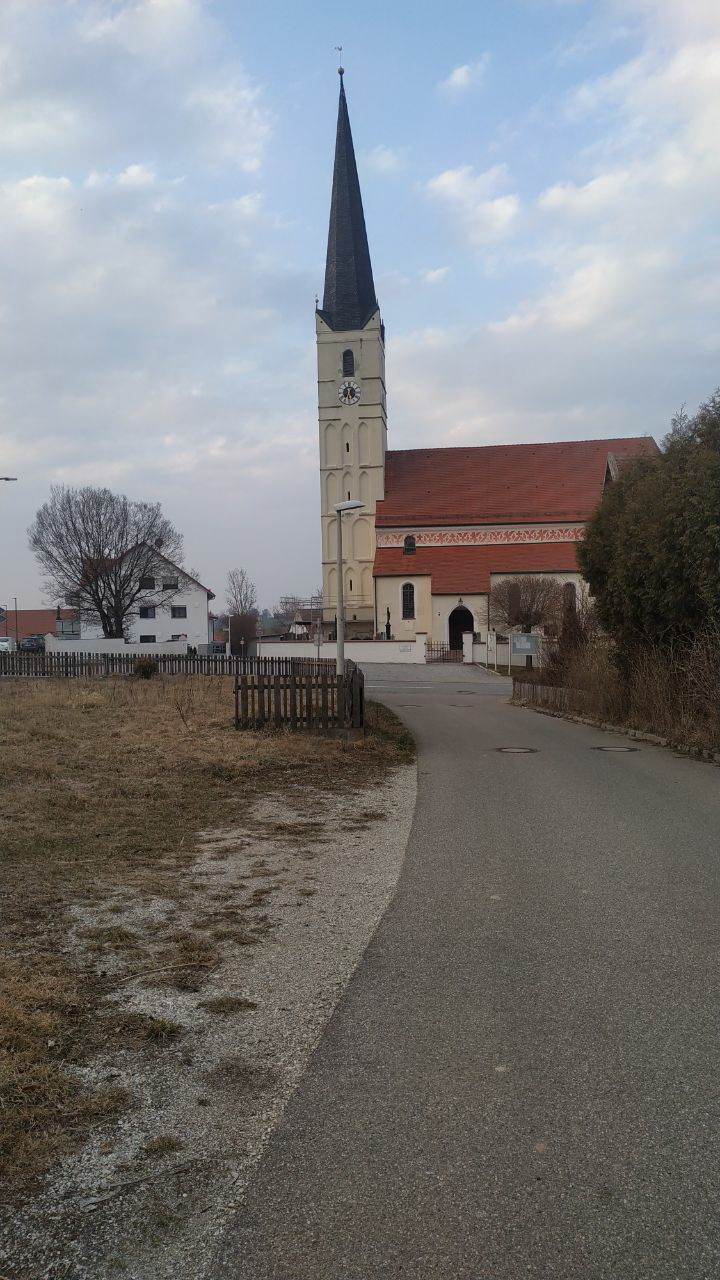
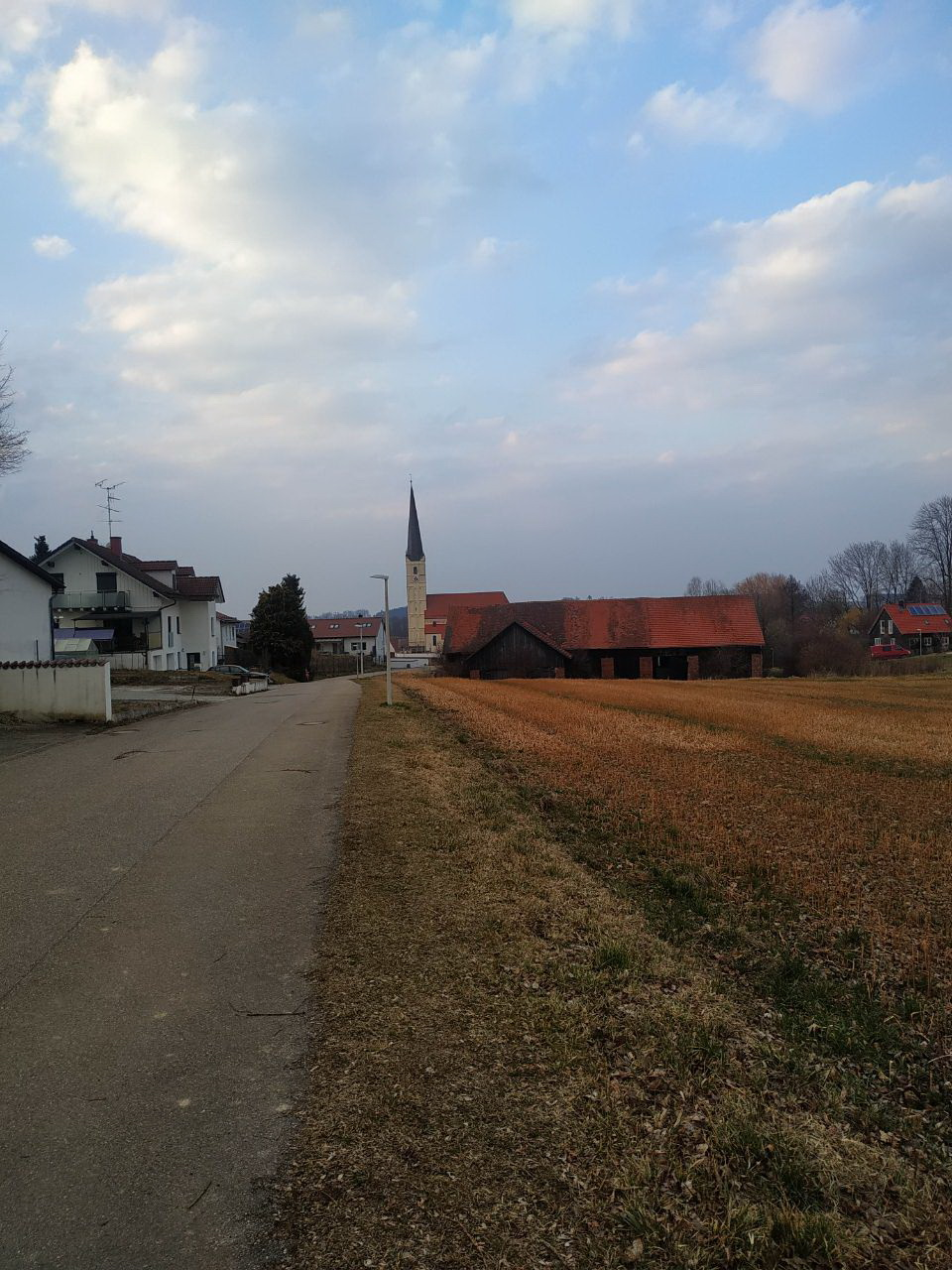